# Bagmand
Bagmand è un singolo dei rapper norvegesi Gilli e Kimbo, pubblicato il 14 settembre 2012. 

## Tracce
1. Bagmand – 4:02